# Estádio Municipal João Cristino dos Santos
Estádio Municipal João Cristino dos Santos – stadion piłkarski w Apiaí, São Paulo (stan), Brazylia.